# Open Castilla y León 2002
L'Open Castilla y León 2002 è stato un torneo di tennis facente parte della categoria ATP Challenger Series nell'ambito dell'ATP Challenger Series 2002. Il torneo si è giocato a Segovia in Spagna dal 29 luglio al 4 agosto 2002 su campi in cemento.

## Vincitori

### Singolare
Olivier Mutis ha battuto in finale  Fernando Verdasco con il punteggio di 6–4, 6–2

### Doppio
Tim Crichton /  Todd Perry hanno battuto in finale  Karol Beck /  Sander Groen con il punteggio di 5–7, 7–6(3), 6–4